# جان آر. کلارک (تاریخدان)
جان آر. کلارک (انگلیسی: John R. Clarke؛ زادهٔ ۱ ژانویهٔ ۱۹۴۵) استاد دانشگاه تگزاس در آستین اهل ایالات متحده آمریکا است.
وی همچنین برندهٔ جوایزی همچون کمک‌هزینه گوگنهایم شده‌است.